# 岐阜市立徹明さくら小学校
岐阜市立徹明さくら小学校（ぎふしりつ てつめいさくらしょうがっこう）は、岐阜県岐阜市木ノ本町1丁目にある公立小学校。

## 概要
校舎は旧・岐阜市立木之本小学校校舎を引き続き利用している。

## 沿革

### 統合前
- 2002年（平成14年） - 岐阜市立小学校及び中学校の通学区域審議会により、「旧市内における岐阜立小学校及び中学校の通学区域のあり方について」の答申が出され、徹明小学校と木之本小学校の統廃合が提言される[1]。
- 2012年（平成24年） - 徹明小・木之本小統合準備委員会を設置[2]。2012年から2016年で15回開かれる。
- 2014年（平成26年）3月 - 統合新設校を旧・木之本小学校校舎を転用することに決定。開校日を当初予定の2015年4月から2016年4月に変更する[3]。
- 2015年（平成27年）11月 - 統合新設校の開校日を1年延期し、2017年4月に変更。
- 2016年（平成28年）5月26日 - 統合新設校の校名が「徹明さくら小学校」に決定する[4]。

### 統合後
- 2017年（平成29年）4月1日 - 徹明小学校と木之本小学校を統合し、岐阜市立徹明さくら小学校として開校。

## 校区
- 神田町4～9丁目、神室町1～5丁目、蕪城町、金岡町、玉姓町1～3丁目、金宝町1～4丁目、金町3～8丁目、神明町1・2丁目、新栄町、住田町1・2丁目、高野町3～7丁目、玉森町、玉宮町1・2丁目、徹明通1～8丁目、問屋町1～4丁目、長住町3～10丁目、西玉宮町1・2丁目、西問屋町、八幡町、羽根町、橋本町1～3丁目、花園町、日ノ出町1・2丁目（一部[注釈 1]）・3丁目、日ノ本町1～4丁目、雲雀町1・2丁目、真砂町9～12丁目、吉野町5～6丁目、雨踊町、鹿島町1丁目、鍵屋東町1～3丁目、鍵屋中町、鍵屋西町1・2丁目、木ノ本町1～3丁目、如月町1丁目、寿町1丁目、此花町1丁目、光明町1～3丁目、五反田町、坂井町1・2丁目、桜通4・5丁目、早苗町1丁目、昭和町1～3丁目、敷島町1丁目、千手堂北町1・2丁目、千手堂中町1・2丁目、千手堂南町1～4丁目、大宝町1～3丁目、寺島町1～3丁目、錦町1丁目、羽衣町1丁目、福住町1・2丁目、吹上町1丁目、本荘字五反田、都通3～5丁目、南本荘一条通、南本荘二条通、南本荘三条通、南本荘四条通、室津町1・2丁目、元宮町1～4丁目、葭町1丁目、本荘字角ノ後、本荘字鍵屋前、香蘭1・2丁目（一部）[5]

## 進学先中学校
- 岐阜市立本荘中学校

## 卒業生
- ブルボンヌ[6] - 女装パフォーマー、ドラァグクイーン、エッセイスト

## 交通アクセス
- JR東海東海道本線高山本線岐阜駅より徒歩約20分。